# Andrés Ferrari
Pour les articles homonymes, voir Ferrari.
Andrés Ferrari, né le 3 janvier 2003 à Sauce en Uruguay, est un footballeur uruguayen qui joue au poste d'avant-centre au Saint-Trond VV, en prêt du Villarreal CF B.

## Biographie

### En club
Né à Sauce en Uruguay, Andrés Ferrari est formé par le Defensor SC, où il commence sa carrière professionnelle. Il joue son premier match en professionnel le 29 mai 2022, lors d'une rencontre de championnat contre le Club Deportivo Maldonado. Ce jour-là il entre en jeu et les deux équipes se neutralisent (1-1 score final).
Ferrari est titularisé lors de la finale de la Coupe d'Uruguay le 13 novembre 2022 contre La Luz FC. Il participe ainsi à la victoire de son équipe (1-0) et glane le premier titre de sa carrière. Il termine également meilleur buteur de la compétition avec quatre buts.
Le 6 avril 2023 est annoncé le transfert d'Andrés Ferrari au Villarreal CF, effectif au 1er juillet 2023. Il signe un contrat de cinq ans, soit jusqu'en juin 2028, et doit dans un premier temps intégrer l'équipe réserve du club,.
Le 26 août 2024, Andrés Ferrari rejoint le Saint-Trond VV sous la forme d'un prêt d'une saison.
Ferrari marque son premier but pour Saint-Trond le 29 septembre 2024, lors d'une rencontre de championnat face au Cercle Bruges KSV. Entré en jeu, il marque le but égalisateur de son équipe en fin de match (1-1 score final).

### En sélection
Andrés Ferrari représente l'équipe d'Uruguay des moins de 20 ans. Il joue son premier match avec cette sélection le 3 mai 2022 face au Pérou et se fait remarquer en marquant également son premier but. Le match se termine toutefois par un score nul de un partout.

## Palmarès
Defensor SC
- Coupe d'Uruguay
  - Vainqueur en 2022.